# Dryptodon exasperatus
Dryptodon exasperatus là một loài Rêu trong họ Grimmiaceae. Loài này được (Nees & Blume) Hassk. mô tả khoa học đầu tiên năm 1851.